# Pulcino (calcio)
Pulcino è un calciatore membro di una squadra giovanile di una società calcistica formata da bambini di età compresa tra i 9 e gli 11 anni.
Fino agli anni novanta questa era la sezione più giovane di ciascuna squadra. Successivamente alcune società sportive hanno iniziato ad accettare iscrizioni anche per i bambini più precoci, tra i 6 e i 7 anni, mentre altre preferiscono creare una sezione dedicata che talvolta si definisce con il nome di "ovetti", o più correttamente "piccoli amici".
I pulcini non utilizzano durante il campionato tutta l'area del campo da calcio regolamentare, ma, apponendo due porte semovibili ai margini della regolamentare area di gioco, creano un campo più ristretto che occupa una sola metà del campo da calcio tradizionale. Le partite si disputano su tre tempi da quindici minuti ciascuno; tutti i bambini inseriti in distinta devono giocare almeno uno dei primi due tempi.
La categoria si divide in:
- Pulcini primo anno, partite 5 vs. 5
- Pulcini secondo anno, partite 7 vs. 7
- Pulcini terzo anno, partite 7 vs. 7
- Pulcini misti, partite 6 vs. 6

Dalla stagione 2011-2012 è previsto per la categoria pulcini l'autoarbitraggio, ovvero non è più prevista la figura dell'arbitro, ma saranno i bambini a doversi auto-arbitrare, mettendosi loro d'accordo nelle situazioni dubbie di falli o rimesse. Inoltre sempre dalla medesima stagione nel caso in cui una delle due squadre nel corso del medesimo tempo arrivasse a cinque gol di vantaggio, la squadra indietro nel punteggio potrà inserire in campo un giocatore in più finché avrà ridotto lo scarto di gol a tre.